# Levi-Civitova konexe
Leviova-Civitova konexe je afinní konexe {\displaystyle \nabla } splňující:
1. {\displaystyle \nabla _{g}=0,}
2. {\displaystyle [X,Y]=\nabla _{X}Y-\nabla _{Y}X},

kde {\displaystyle [X,Y]} je Lieova závorka vektorových polí {\displaystyle X,Y}.
První vlastnost říká, že metrický tenzor g je vzhledem k {\displaystyle \nabla } kovariantně konstantní. To znamená že při paralelním přenosu se zachovají vzdálenosti i úhly mezi přenášenými vektory. Konexe splňující druhou podmínku nazýváme beztorzní.
Konexe je pojmenována po italském matematikovi Tullio Levi-Civitovi.